# FDJ/2015
Dit is een overzicht van de FDJ-wielerploeg in 2015.

## Algemeen
Sponsor: La Française des Jeux
Algemeen manager: Marc Madiot
Ploegleiders: Yvon Madiot
Technisch directeurs: Thierry Bricaud, Martial Gayant, Franck Pineau, Frédéric Guesdon, Julien Pinot, David Han, Sébastien Joly
Fietsmerk: Lapierre
Kleding: B'TWIN 
Kopmannen: Alexandre Geniez, Thibaut Pinot & Kenny Elissonde

## Transfers
| Inkomend        | Team 2014       | Uitgaand         | Team 2015                    |
| --------------- | --------------- | ---------------- | ---------------------------- |
| Steve Morabito  | BMC Racing Team | Nacer Bouhanni   | Cofidis                      |
| Kévin Reza      | Team Europcar   | Geoffrey Soupe   | Cofidis                      |
| Marc Sarreau    | Stage           | Pierrick Fédrigo | Bretagne-Séché Environnement |
| Lorrenzo Manzin | Stage           | Emilien Viennet  | Onbekend                     |
|                 |                 | Laurent Mangel   | Gestopt                      |

## Renners
| Naam                     | Geboortedatum | Nationaliteit | Ploeg 2014      |
| ------------------------ | ------------- | ------------- | --------------- |
| William Bonnet           | 25-06-1982    | Frankrijk     |                 |
| David Boucher            | 17-03-1980    | België        |                 |
| Sébastien Chavanel       | 21-03-1981    | Frankrijk     |                 |
| Arnaud Courteille        | 13-03-1989    | Frankrijk     |                 |
| Mickaël Delage           | 06-08-1985    | Frankrijk     |                 |
| Arnaud Démare            | 26-08-1991    | Frankrijk     |                 |
| Kenny Elissonde          | 22-07-1991    | Frankrijk     |                 |
| Murilo Fischer           | 16-06-1979    | Brazilië      |                 |
| Alexandre Geniez         | 02-09-1988    | Frankrijk     |                 |
| Anthony Geslin           | 09-06-1980    | Frankrijk     |                 |
| Arnold Jeannesson        | 16-01-1986    | Frankrijk     |                 |
| Matthieu Ladagnous       | 12-12-1984    | Frankrijk     |                 |
| Johan Le Bon             | 03-10-1990    | Frankrijk     |                 |
| Olivier Le Gac           | 27-08-1993    | Frankrijk     |                 |
| Pierre-Henri Lecuisinier | 30-06-1993    | Frankrijk     |                 |
| Lorrenzo Manzin          | 26-07-1994    | Frankrijk     | Stage           |
| Steve Morabito           | 30-01-1983    | Zwitserland   | BMC Racing Team |
| Francis Mourey           | 08-12-1980    | Frankrijk     |                 |
| Yoann Offredo            | 12-11-1986    | Frankrijk     |                 |
| Laurent Pichon           | 19-07-1986    | Frankrijk     |                 |
| Cédric Pineau            | 08-05-1985    | Frankrijk     |                 |
| Thibaut Pinot            | 29-05-1990    | Frankrijk     |                 |
| Kévin Reza               | 18-05-1988    | Frankrijk     | Team Europcar   |
| Anthony Roux             | 18-04-1987    | Frankrijk     |                 |
| Jérémy Roy               | 22-06-1983    | Frankrijk     |                 |
| Marc Sarreau             | 10-06-1993    | Frankrijk     | Stage           |
| Benoît Vaugrenard        | 05-01-1982    | Frankrijk     |                 |
| Jussi Veikkanen          | 29-03-1981    | Finland       |                 |
| Arthur Vichot            | 26-11-1988    | Frankrijk     |                 |

## Overwinningen
Ronde van de Sarthe
2e etappe: Anthony Roux
Tro-Bro Léon
Winnaar: Alexandre Geniez
La Roue Tourangelle
Winnaar: Lorrenzo Manzin
Ronde van Romandië
5e etappe: Thibaut Pinot
Ronde van België
2e etappe: Arnaud Démare
3e etappe: Arnaud Démare
Boucles de la Mayenne
Proloog: Johan Le Bon
Ronde van Zwitserland
4e etappe: Thibaut Pinot
Ronde van Frankrijk
20e etappe: Thibaut Pinot
Eneco Tour
5e etappe: Johan Le Bon
Ronde van de Ain
3e etappe: Alexandre Geniez
Eindklassement: Alexandre Geniez
Ronde van Poitou-Charentes
3e etappe: Marc Sarreau
Ronde van de Toekomst
6e etappe: Elie Gesbert
Ronde van Gévaudan Languedoc-Roussillon
1e etappe: Thibaut Pinot
Eindklassement: Thibaut Pinot
1997 · 1998 · 1999 · 2000 · 2001 · 2002 · 2003 · 2004 · 2005 · 2006 · 2007 · 2008 · 2009 · 2010 · 2011 · 2012 · 2013 · 2014 · 2015 · 2016 · 2017 · 2018 · 2019 · 2020 · 2021 · 2022 · 2023 · 2024 · 2025
AG2R-La Mondiale · Astana Pro Team · BMC Racing Team · Team Cannondale-Garmin · Etixx-Quick Step · FDJ · Team Giant-Alpecin · IAM Cycling · Katjoesja · Lampre-Merida · Team LottoNL-Jumbo · Lotto Soudal · Movistar Team · Orica GreenEDGE · Team Sky · Tinkoff-Saxo · Trek Factory Racing